# Bassin méditerranéen-Macaronésie
Pour les articles homonymes, voir Bassin méditerranéen et Macaronésie.
L'ensemble Bassin méditerranéen-Macaronésie est une zone biogéographique définie par Conservation International comme un point chaud de biodiversité, notamment au regard de sa forte richesse botanique.

## Définition

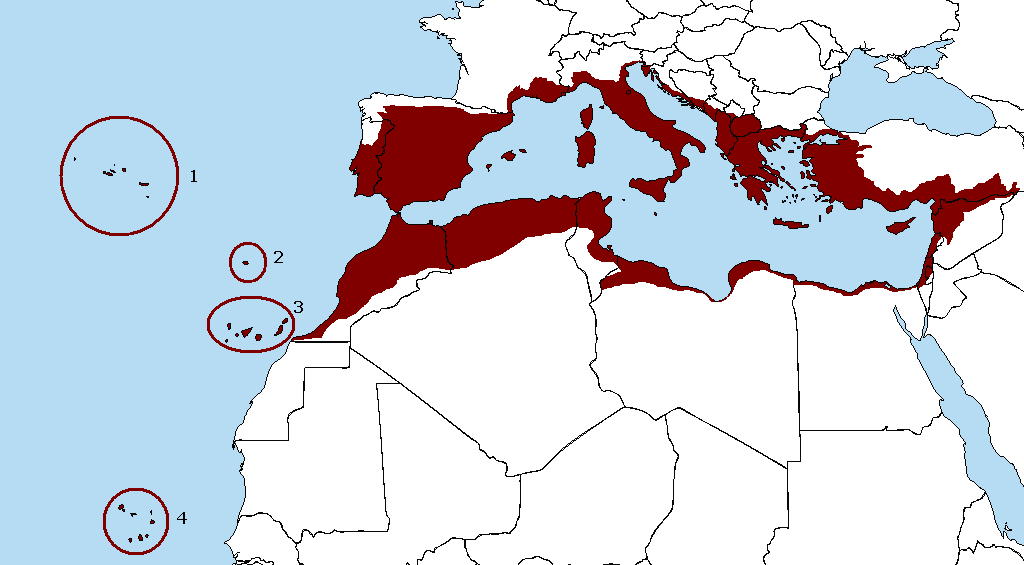
Carte de l'ensemble Bassin méditerranéen-Macaronésie. La Macaronésie est représentée par les quatre zones cerclées à gauche: 1 - Açores, 2 - Madère, 3 - Canaries, 4 - Cap-Vert.

Cette zone géographique représentative de la biodiversité inclut toutes les régions du Paléarctique occidental bordant la Mer Méditerranée et plus largement toutes régions influencées à divers degrés par le climat méditerranéen. On retrouve donc un espace très vaste (2 085 292 km2): Péninsule Ibérique (sauf le nord au climat océanique), partie côtière orientale de l'extrême Midi de la France, Monaco, Malte, Italie (sauf l'extrême nord, au climat alpin), Saint-Marin, zones côtières de la Slovénie, de la Croatie et de la Bosnie-Herzégovine, Monténégro, Albanie, Macédoine, Grèce, Turquie (Région de Marmara, Région égéenne, Région méditerranéenne, Région de l'Anatolie du sud-est), Chypre, nord-ouest de la Syrie, Liban, nord d'Israël, zones côtières de l'Égypte et de la Libye, est et nord de la Tunisie, extrême nord de l'Algérie, Maroc (sauf extrême sud-est). Cet espace inclut également toutes les îles à l'intérieur de la Méditerranée: Baléares, Corse, Sardaigne, Sicile. La Macaronésie correspond à un autre ensemble dans le sens où le climat n'est pas méditerranéen mais peut être océanique (Açores, Madère - Portugal), subtropical (Canaries - Espagne) ou désertique (Cap-Vert). Néanmoins ces îles sont incluses dans cette zone géographique car leurs espèces - végétales notamment - sont totalement ou en grande partie issues du Bassin méditerranéen.

## Caractéristiques

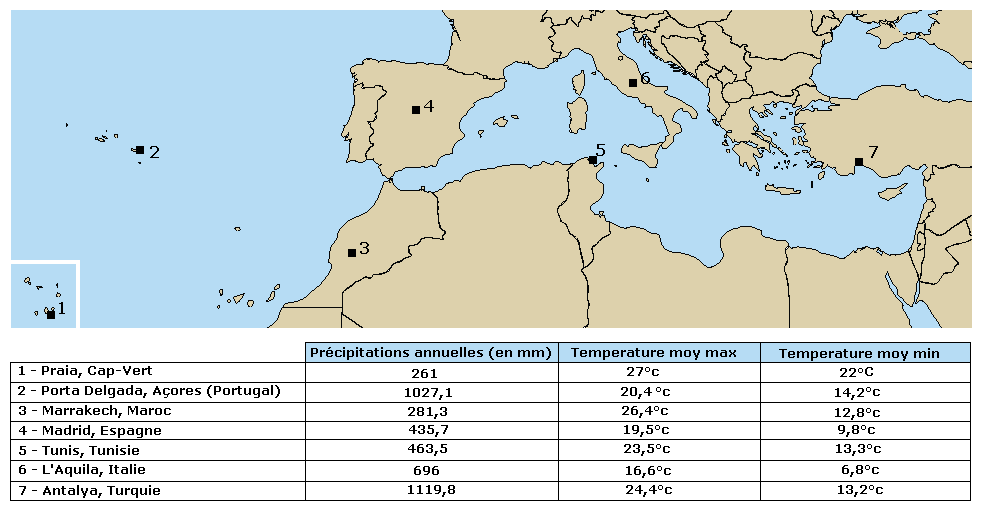
Tableau comparatif du climat à sept endroits du point chaud Bassin méditerranéen-Macaronésie

La biodiversité exceptionnelle de cette zone géographique vient en grande partie d'une vaste superficie étendue sur des territoires très contrastés tout en formant une zone tampon entre Europe, Afrique et Moyen-Orient.
En effet l'ensemble Bassin méditerranéen-Macaronésie est l'un des plus grands espaces de biodiversité avec ses quelque 2 millions de km2 étalés sur une zone de près de 3 000 km d'est en ouest et de 1 500 km du nord au sud. De plus la mer Méditerranée possède parmi les côtes les plus déchiquetées et irrégulières qui soient. On y trouve de nombreuses péninsules ou îles qui permettent une grande radiation évolutive et donc un fort endémisme. Les reliefs sont très irréguliers également avec des montagnes très élevées et ce parfois à proximité directe de la mer. On retrouve notamment les îles de l'Atlantique (Teide: 3715) Sierra Nevada (Mulhacén: 3 478 m), les Pyrénées (Pic d'Aneto: 3 404 m), Alpes (plusieurs sommets compris entre 3000 et 4 000 m d'altitude dans ce point chaud), Apennins (Corno Grande: 2 912 m), Pinde et Mont Olympe en Grèce (2 917 m), chaîne de l'Anti-Liban (Mont Hermon: 2 814 m), Mont-Liban (3 083 m) et l'Atlas (plusieurs sommets entre 3000 et 4 000 m dont le djebel Toubkal culminant à 4 167 m). Ces reliefs et cet éclatement conduisent donc à un climat très varié. Comme le montre le tableau ci-contre cet ensemble de caractéristiques permettent l'apparition de nombreux microclimats et donc explique l'immense biodiversité de cette zone. Les montagnes ou zones proches de montagnes supportent une forte humidité grâce au nuage qui s'y amoncellent, alors que les zones à l'intérieur des terres connaissent des contrastes de températures assez marqués, la mer Méditerranée ou l'océan Atlantique atténuent les excès de chaleur ou de froid en hiver. Ils apportent également de l'humidité, ce qui se remarque particulièrement aux abords des régions arides (Israël, Égypte, Libye, Maroc). De ce fait la végétation est globalement assez diversifiée même si on observe la présence marquée du maquis (ou macchia) dans l'ensemble de l'aire. Il se compose d'une végétation buissonnante d'une hauteur moyenne, plus ou moins dense, entrecoupée ou non par des zones boisées selon l'humidité ou la nature du sol. Il est présent notamment sur les zones côtières ou dans les zones accidentées plutôt sèches. Les forêts sont également abondantes notamment en Europe et au Nord du Maghreb avec une prédominance de chênes et de conifères (pins, cyprès). Dans les Îles Canaries et à Madère les collines et moyennes montagnes concentrent de denses forêts humides de lauriers appelées laurisylves. Les zones de hautes montagnes présentent une végétation plus clairsemées sous forment de prairies buissonnantes avec des forêts de conifères (cèdres, genévriers, sapins). Les zones les plus sèches (Maghreb, Moyen-Orient, Cap-Vert et certaines parties des Îles Canaries) présentent une végétation de type semi-aride avec des nombreuses plantes succulentes.

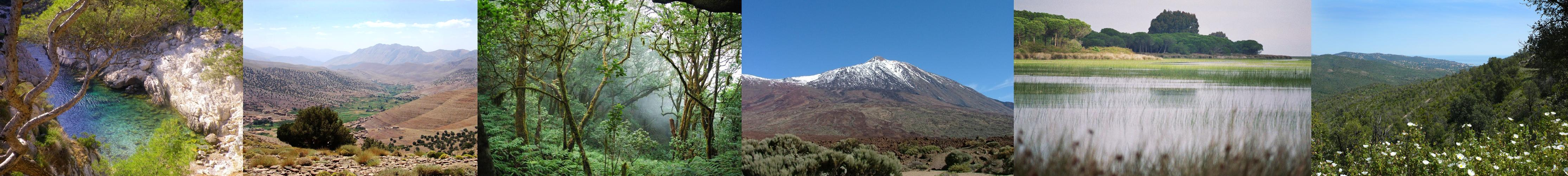
Ce point chaud possède une grande variété de paysages (de gauche à droite): Calanque de Sugiton (France), Haut-Atlas (Maroc), Laurisylve (Madère), Teide (Canaries), Coto Doñana (Espagne), Massif des Maures (France)

## Biodiversité
L'ensemble Bassin méditerranéen-Macaronésie est la plus grande zone au climat méditerranéen du monde. Comme dans les autres régions possédant ce même climat les espèces végétales sont très largement sur-représentées par rapport aux animaux.
En effet cette zone géographique possède l'une des flores les plus riches de la planète. On y dénombre près de 22 500 espèces dont près de 11 700 ne sont présentes nulle part ailleurs soit un endémisme de 52 %. Les nombreuses îles, péninsules et autres zones montagneuses permettent - comme dit précédemment - une explosion du nombre d'espèces, notamment endémiques. Il n'y a par contre que deux familles endémiques (Aphyllanthacées et Drosophyllacées) ce qui peut être considéré comme peu surtout face à l'immense nombres d'espèces. Cela est en partie dû au fait que cette région est une zone tampon entre Europe et Afrique. On retrouve aussi une grande richesse d'arbres avec 201 endémiques sur 290 espèces d'arbres. Nombreux sont ceux utilisés depuis l'Antiquité: olivier, arganier, liquidambar, dattier, etc. L'une des principales caractéristiques est que cet espace puisse être divisé en 10 aires de biodiversité plus petites qui concentrent de nombreuses espèces avec un endémisme proche de 10 % : l'Atlas en Afrique du Nord, les Cordillères bétiques en Espagne, les Alpes ligures et maritimes à la frontière franco-italienne, les îles de la mer Tyrrhénienne en Italie, la Grèce centrale et méridionale, la Crète, l'ensemble Turquie du sud/Chypre, Israël/Liban, la Cyrénaïque en Libye et l'ensemble Canaries/Madère. À elles seules ces 10 régions comptent près de 5500 espèces endémiques soit 47 % des espèces endémiques de tout l'ensemble Bassin méditerranéen-Macaronésie alors qu'elles représentent seulement 22 % de sa superficie totale.

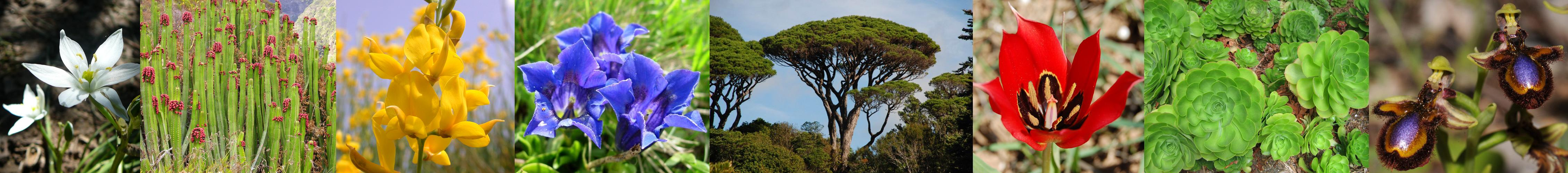
Un panorama de la flore du point chaud Bassin méditerranéen-Macaronésie (de gauche à droite) : Ornithogalum umbellatum, Euphorbia canariensis, Spartium junceum, Gentiana kochiana, Pinus pinea, Tulipa aganensis, Aeonium balsamiferum, Ophrys speculum.

Si les espèces végétales sont très nombreuses dans cette zone, les animaux le sont beaucoup moins avec près de 1500 espèces de vertébrés seulement et un taux d'endémisme en moyenne assez faible. On retrouve 226 espèces de mammifères dont 25 endémiques dans cet espace. Il existe plusieurs espèces gravement menacées: Lynx ibérique, Phoque moine de Méditerranée ou encore Macaque berbère. D'autres à cause de la pression anthropique on carrément disparus de la zone comme le Lion d'Afrique ou l'Oryx algazelle répandus autrefois en Afrique du Nord et au Moyen-Orient. Sur les 489 espèces d'oiseaux de la zone seuls 25 sont endémiques. C'est principalement sur les îles que ce concentrent ces espèces: Birdlife International a classé l'ensemble îles Canaries/Madère et Chypre comme des EBA (Endemic Bird Area) avec respectivement 10 et 2 espèces endémiques. La Corse et les Açores possèdent aussi une espèce endémique chacune. De plus le Bassin méditerranéen sert de zones de transit pour les nombreuses espèces migratrices d'Europe qui se dirige vers l'Afrique. Les reptiles et amphibiens sont mieux représentés avec respectivement 230 (77 endémiques) et 79 espèces (27 endémiques), soit un taux d'endémisme supérieur à 30 %. On retrouve parmi les reptiles 60 espèces de lézards de la famille des Lacertidae (soit presque un quart des 280 espèces mondiales) et de nombreuses espèces de tortues menacées. Les amphibiens, bien que peu nombreux, présentent deux groupes importants avec les grenouilles de la famille des Alytidae (11 sur 12 sont présentes dans cette aire et 7 y sont endémiques) et les Salamandridae dont un tiers des espèces mondiales se concentrent dans l'ensemble Bassin méditerranéen-Macaronésie (27 espèces sur 74).

## Menace et Conservation
Plus que tout autres régions du monde le Bassin méditerranéen est et a été un foyer de peuplement majeur pour l'humanité et ce depuis plusieurs millénaires. Égyptiens, Grecs, Phéniciens, Romains ainsi que de nombreuses autres civilisations témoignent de la colonisation extrêmement ancienne de cette zone. De ce fait cette partie du monde a été façonné de manière profonde depuis des temps très reculés avec par exemple l'agriculture, l'élevage, la déforestation. Néanmoins la grande variété de paysages: bois ouverts, maquis, etc. semblent être issus de cette pression anthropique via les incendies et le déboisement qui permettent aux milieux forestiers de se renouveler et donc de connaître une plus grande diversité. À l'heure actuelle cependant le Bassin méditerranéen est une région très densément peuplée avec près de 300 millions de personnes, et une concentration massive des zones urbaines sur les côtes altérant ainsi de plus en plus les milieux sauvages environnants. Cette forte population implique l'augmentation des terres agricoles et donc du stress hydrique. De plus le climat doux permet des cultures sur de plus longues périodes dans l'année avec le développement de cultures intensives comme en Espagne, en Israël ou au Maroc. Avec son climat ensoleillé, de très nombreuses plages et son riche patrimoine culturel, cet espace possède un attrait immense ce qui en fait l'un des sites les plus plébiscités par le tourisme avec près de 110 millions de visiteurs chaque année et ce sur l'ensemble de la zone. La nécessité d'infrastructures conduit inexorablement à une dégradation extrême et un morcellement des écosystèmes (notamment côtiers) faisant de cette partie du monde l'un des plus altérés du monde avec seulement 5 % de sa superficie originelle, soit 98 009 km2, restant intacte.
Sur la base de 560 espèces exotiques recensées dans le bassin méditerranéen, l'UICN a établi une « Liste noire des espèces envahissantes dans le milieu marin » de Méditerranée, comprenant 15 poissons, 4 crustacés, 11 mollusques, 10 végétaux et de nombreux autres invertébrés.
Si le Bassin méditerranéen connait depuis très longtemps des mesures de protections et ce même sous l'Empire romain, les espaces actuellement protégés correspondent à quelque 4,3 % du territoire concerné (environ 90 000 km2) et seul 29 000 km2 (1,4 %) sont classés en catégories I à IV par l'UICN. Cependant de nombreuses aires protégées connaissent des politiques d'extension notamment en Turquie, au Liban ou en Syrie. Mais cela ne suffit pas forcément à garantir des superficies suffisantes dans des territoires qui plus est très morcelés. Le Réseau Natura 2000 appelle à ce que les pays de l'Union Européenne bordant la mer Méditerranée identifient les espaces les plus importants en matière de biodiversité pour trouver des réponses adaptées. Le Plan d'action méditerranéen (MAP en anglais) est un programme issu des Nations unies qui dès le milieu des années 1970 a cherché à lutter contre la pollution des eaux. Les efforts pour l'avenir seraient notamment de résoudre les problèmes liés à la pression des infrastructures tout en maintenant les traditions ancestrales des pays en question en informant mieux les populations sur la biodiversité de cet espace et la manière de la protéger.